# Psychotria hamata
Psychotria hamata är en måreväxtart som beskrevs av De Wild.. Psychotria hamata ingår i släktet Psychotria och familjen måreväxter. Inga underarter finns listade i Catalogue of Life.